# Baracháza

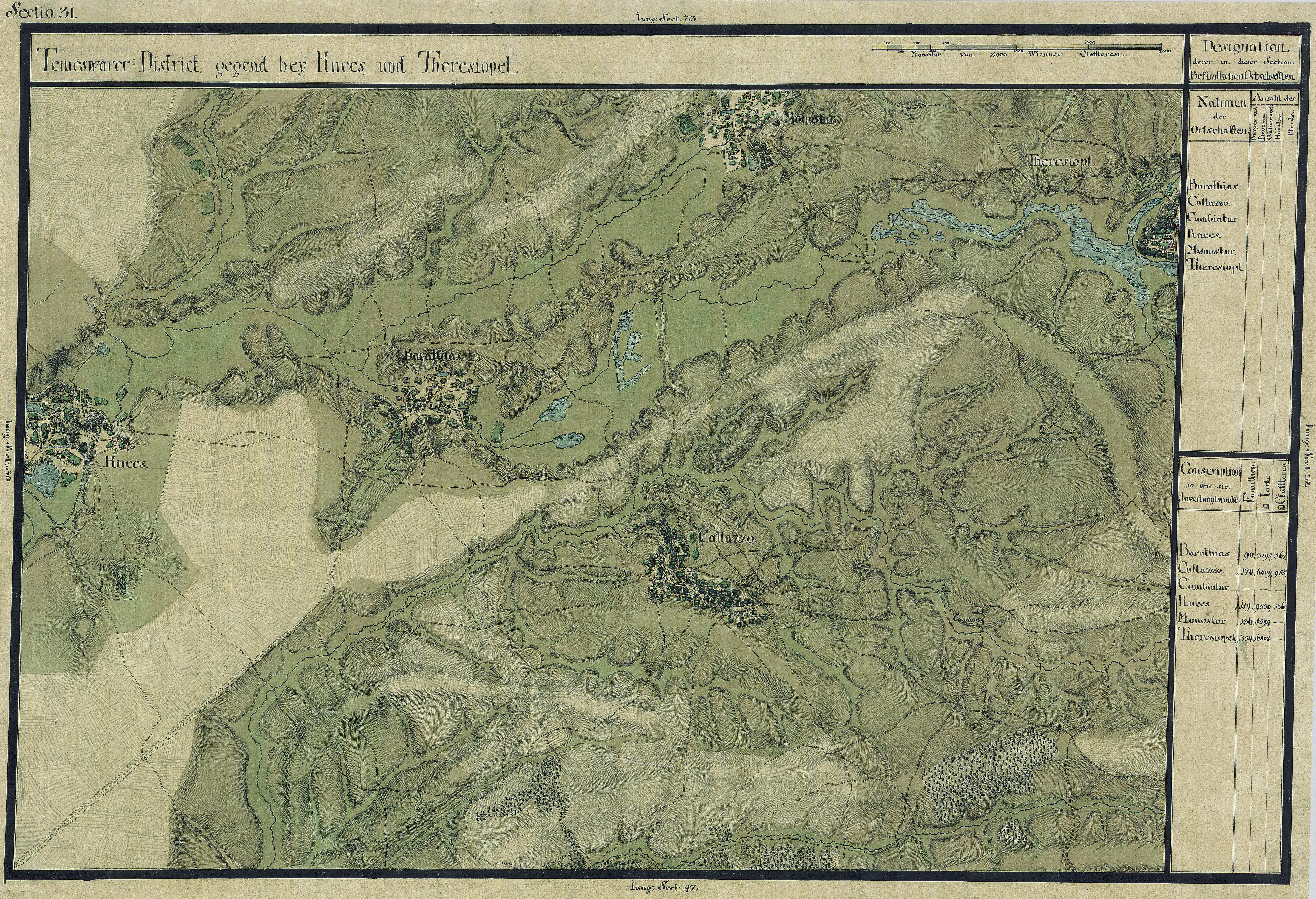
Baracháza egy régi térképen

Baracháza (románul Bărăteaz, korábban Călugăruș, németül Baratzendorf) település Romániában, a Bánságban, Temes megyében.

## Fekvése
Temesvártól északkeletre, Vingától délnyugatra, Temeskenéz, Kétfél és Mercyfalva közt fekvő település.

## Története
Baracháza nevét 1411-ben említette először oklevél Barochaza néven. 1428-ban Barothaza, 1808-ban Baraczház, 1888-ban Baraczháza néven írták.
A település a Csák nemzetséghez tartozó Miklós birtoka volt. A falu a Hódoltság alatt elnéptelenedett. A törökök kiűzése után a kincstár birtoka lett, németek és románok népesítették be.
1910-ben 826 lakosából 433 román, 348 német és 18 magyar  volt. Ebből 452 görögkeleti ortodox, 366 római katolikus volt.
A trianoni békediktátum előtt Temes vármegye Vingai járásához tartozott.

### Szikszó
Baracháza határában feküdt egykor a valószínűleg a tatárjárás alatt elpusztult Szikszó is, melyről 1231–1237-ből maradt fenn adat.

## Látnivalók
- A Barcaházán birtokos Capdebo család által 1837-ben építtetett, a Fájdalmas Szűz tiszteletére felszentelt, karzatos, római katolikus kápolna.[1]